# バイオ産業
バイオ産業（バイオさんぎょう、Bio-Industry）とは、生物学での研究を基盤として実業に結びつけ行われる産業である。具体的には、発酵、組織培養、細胞融合、遺伝子組換え等の技術を応用した産業が含まれる。醗酵産業は伝統的なものもあるが、特に20世紀後半以降の上記分野の発展にともなう成果を応用した産業がこう呼ばれる傾向が強い。バイオインダストリー、生物産業とも言う。
醗酵に関しては、それが微生物の活動の産物であることが判明したのが19世紀末であり、そこから科学的研究が進められるようになった。微生物学と生化学の発展、それに加えて微生物における遺伝学の発達から、醗酵に関わる微生物の性質や働きを技術的に扱えるようになったのが新たな産業の発達に結びついた。微生物に関しては、ペニシリンとストレプトマイシンの発見以来、抗生物質など微生物の生産する化学物質の探求と利用が重要になってもいる。

## 日本のバイオ産業
日本のバイオ産業は、酒造会社、食品会社(味噌・醤油などの発酵食品などが多い)が参入したものが多い。これに製薬会社・化学会社・繊維会社が加わる。日本では、2002年のバイオテクノロジー戦略大綱の策定以降、大学におけるバイオ関連の学部・学科・研究科の新設が急増した。農学部の学科（農芸化学科や食品科学科など）や食品系工業学科（発酵工学科など）が軒並みバイオ系学科に転換した。しかし、現在のところ、バイオテクノロジーを専攻した学生に対する企業からの需要は、非常に限られている。企業で必要なのは、研究の指揮を執れる優秀で少数の博士であるためである。また他の分野出身の社員であっても、バイオ関連の研究開発の仕事をすることが可能であることが、機械や電気とは異なるところである。むしろ、出身分野のバックグラウンドをいかして、新規の研究開発をして開拓することが期待されている。
そのため、近年、「ピペド」（ピペット土方, ピペット奴隷）と呼ばれる劣悪な就職状況が社会問題化している。バイオ系では、大学院修了者であっても、開発職および研究職への就職は、競争率が高く、困難である。製造職・品質管理職や医薬情報担当者（MR, 製薬営業）、システムエンジニア（SE）など、他業種に就職する例が多数派である。バイオ系の学部・学科に進学する際には、こうした点に注意する必要がある。多くは、中学校・高等学校の教員免許を取得しており、教員になるものもいる。
博士課程まで進学した場合の就職状況は、より深刻である。2008年の文部科学省の調査によると、ポストドクター（若手の非正規研究者）等の39.4％はライフサイエンス（生命科学）系であり、分野別の割合では最も多い（2006年度実績）。しかし、文系においても厳しいことには変わりなく、理系の他の分野についても決して厳しくないわけではない。アカデミック・ポストに就けなかった博士の多くは畑違いの分野の仕事に従事することになる。
2007年の日本のバイオ産業市場は、前年比で10.8％成長しているものの、市場規模は約2兆2992億円に留まっている。これは、政府のバイオテクノロジー戦略大綱が想定していた、「2010年において市場規模25兆円程度」の約9％にすぎず、戦略大綱は事実上、破綻している。
なお、財団法人バイオインダストリー協会(Japan Bioindustry Association) では、多岐にわたった活動が行われている。
また、バイオサイエンスデータベースセンターが、オープンイノベーションの観点からバイオ産業の創出を目指し、ハッカソン(BioHackathon)を開催している。

## 広い意味でのバイオ産業の創出
2023年現在、バイオ産業が工学視点から立ち上がりつつある。生体センシング技術とよばれる体内健康情報を電子工学の半導体センサー技術で読みとる事業領域や、AIを活用した遺伝子解析やサービス化が生まれつつある。ただし、これらの技術領域は生命科学から派生した技術領域ではなく電子工学や情報工学から派生した分野であることに留意する必要がある。

## テクニシャン
一方で優秀なテクニシャンが不足している現状もある。テクニシャンの多くを出産・育児で退職した研究者・技術者を再雇用したパートタイマーなどに依存していて人手不足である。また、大学院修了者のうち研究・開発職に洩れたものはプライドからテクニシャンになるのを拒んでいる。これを解消するため、バイオの実験技術の高い技能者を育成するため長浜バイオ大学などが設立された。卒業生の多くは大手のバイオ関連企業の研究補助職として採用されて活躍している。